# Ritratto di Adeline Ravoux
Ritratto di Adeline Ravoux (Riferimento: F 768 JH 2035) è un dipinto ad olio su tela (67x55 cm) realizzato nel 1890 dal pittore Vincent van Gogh. È conservato in una collezione privata in Svizzera.

## Descrizione
All'età di quasi 13 anni, Adeline Ravoux era la figlia di un commerciante di vini, Arthur-Gustave Ravoux e di sua moglie, Adeline Touillet. Fu nella loro locanda che Van Gogh alloggiò quando viveva ad Auvers-sur-Oise. Vi si stabilì al ritorno dall'ospedale psichiatrico di Saint-Rémy-de-Provence dove era stato ricoverato, su sua richiesta, un anno prima.
Nel 2010, il dipinto ha ispirato Marie Sellier a scrivere un romanzo intitolato Journal d’Adeline: un été avec Van Gogh (in italiano: Diario di Adeline: un'estate con Van Gogh).
Il dipinto prende vita nel film Loving Vincent di Dorota Kobiela e Hugh Welchman (2017).